# کنفدراسیون اتحادیه‌های عمومی کارگران
کنفدراسیون اتحادیه‌های عمومی کارگران (به ترکی استانبولی: Kamu Emekçileri Sendikaları Konfederasyonu, KESK) یکی از چهار سندیکای ملی اصلی در ترکیه است. این تشکل در سال ۱۹۹۵ بنیانگذاری شد. KESK در کنفدراسیون بین‌المللی سندیکاها و کنفدراسیون سندیکاهای اروپا پذیرفته شده است.